# Liste der Monuments historiques in Nans-sous-Sainte-Anne
Die Liste der Monuments historiques in Nans-sous-Sainte-Anne führt die Monuments historiques in der französischen Gemeinde Nans-sous-Sainte-Anne auf.

## Liste der Immobilien
| Bezeichnung      | Beschreibung                                                               | Standort                 | Kennzeichnung | Schutzstatus | Datum | Bild           |
| ---------------- | -------------------------------------------------------------------------- | ------------------------ | ------------- | ------------ | ----- | -------------- |
| Werkzeugschmiede | von 1828 bis 1969 betrieben; mit der technischen Ausstattung; heute Museum | südlich des Ortes (Lage) | PA00101695    | Classé       | 1984  | weitere Bilder |

## Liste der Objekte
| Bezeichnung               | Beschreibung                                              | Standort                       | Kennzeichnung | Schutzstatus | Datum | Bild |
| ------------------------- | --------------------------------------------------------- | ------------------------------ | ------------- | ------------ | ----- | ---- |
| Skulptur Heiliger Urban   | Stein, farbig gefasst, Anfang des 16. Jahrhunderts        | in der Kirche St-Urbain (Lage) | PM25001175    | Classé       | 1982  |      |
| Kruzifix                  | Holz, farbig gefasst, 16. Jahrhundert                     | in der Kirche St-Urbain (Lage) | PM25002312    | Inscrit      | 1981  |      |
| Skulptur Maria immaculata | Fayence, 19. Jahrhundert                                  | in der Kirche St-Urbain (Lage) | PM25002313    | Inscrit      | 1982  |      |
| Skulptur Madonna mit Kind | Holz, vergoldet, 18. Jahrhundert                          | in der Kirche St-Urbain (Lage) | PM25002314    | Inscrit      | 1982  |      |
| Kirchenfenster            | Fragment mit Wappendarstellung; Buntglas, 16. Jahrhundert | in der Kirche St-Urbain (Lage) | PM25001174    | Classé       | 1908  |      |